# 비디오 디스플레이 컨트롤러

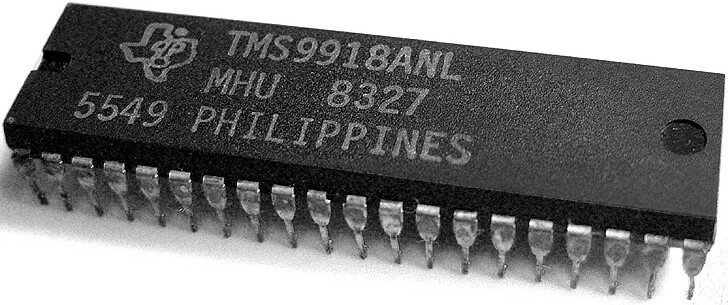

비디오 디스플레이 컨트롤러(Video display controller),  VDC, 디스플레이 엔진(display engine), 디스플레이 인터페이스(display interface)는 비디오 신호 생성기의 주요 부품인 집적 회로이다. 컴퓨팅 또는 게임 시스템의 텔레비전 비디오 신호의 생성을 책임진다. 일부 VDC들은 오디오 신호를 생성하지만 이것이 VDC의 주요 기능은 아니다.
VDC는 1980년대의 가정용 컴퓨터와 일부 초기 비디오 픽처 시스템에 사용되었다.